# Rafael Huertas Soria
Rafael Huertas Soria (Málaga, 13 de diciembre de 1932) es un compositor, director y músico instrumentista.

## Vida y obra

### Primeros años de vida
Llevó a cabo sus primeros estudios en el afamado colegio, de la capital malagueña, del Ave María, ingresando a la edad de doce años en la Banda Juvenil, bajo la dirección de Perfecto Artola.
Realizó sus estudios musicales en el Conservatorio Superior de Música de Málaga donde obtuvo la titulación de Licenciado Superior de Bombardino', al igual que un extenso conocimiento de las asignaturas de historia y estética musical, los cuales perfeccionó posteriormente en el Conservatorio de Jerez de la Frontera. 
Con 18 años de edad se trasladó a Madrid, para ingresar en la Banda del Ejército de Tierra. Un año más tarde, siguiendo con su aspiración profesional, consiguió por oposición la plaza de trombón para el Cuerpo de Infantería de Marina. En el mismo, transcurrió la mayor parte de su vida profesional: Banda de Música de Infantería Marina de Cartagena, Banda de Música del Estado Mayor de la Flota, Banda de Música del Buque Escuela Juan Sebastian Elcano y, especialmente, la Banda de Música de Infantería de Marina de San Fernando (Cádiz).
De su andadura militar ha cosechado diversas distinciones y medallas, entre las que cabe destacar la del reconocimiento de la Ciudad de Valencia por su cooperación en las graves inundaciones de 1957, la medalla de la campaña Ifni-Sahara, la Cruz a la Constancia y la Orden de San Hermenegildo.

### Labor profesional
Su labor, de trombón solista, en la mencionada Banda lo compaginó con numerosas participaciones con la Orquesta Sinfónica de Málaga, miembro de la Banda Municipal de Jerez de la Frontera (Cádiz); así como componente del Sexteto de Metales "Gades".
Bajo la dirección del prestigioso director D. Manuel Galduf participó en numerosas conferencias musicales y en el estreno de "Música para Metales, Órgano y Timbales", compuesta por D. Luís Blanes, en el Conservatorio Superior de Música de Sevilla.
Años más tarde, fundó la Banda Juvenil de la Venerable Hermandad de Nuestro Padre Jesús Nazareno, siendo Hermano Mayor D. Cristóbal Valle Camacho, en la que desempeñó la labor de profesor y director hasta el año 2004.
En 1989, participó en el I Curso de Directores de Banda de Música, celebrado en Sevilla, organizado por la Consejería de Cultura de la Junta de Andalucía.
En 1990, con ocasión del concierto ofrecido en el Panteón de Marinos Ilustres de San Fernando (Cádiz), asumió la dirección, junto a la Coral de San Fernando y el Orfeón de Santa Cecilia de Sanlúcar de Barrameda; así como, posteriormente, con las Corales de Puerto Real y San Fernando en concierto conjunto celebrado en la Iglesia Mayor de San Fernando.
Realizó muchas interpretaciones en los pregones de Semana Santa de Cádiz, Certamen Anual de Bandas de Música de Chaucina (Granada), Herrera y Lebrija (Sevilla),en la Semana Cultural Lasaliana de San Fernando, Semana Cultural de Santa Cecilia, Exaltación y Homenaje a la Mantilla Española, zarzuelas, grabaciones musicales, festivales benéficos. etc.
Bajo su dirección, la Banda del Nazareno, fue la Banda de Música Oficial de las Plazas de Toros del Puerto de Santa María y de San Fernando.
Reconocidos éxitos, como sus participaciones en los Certámenes de Bandas de Música "Ciudad de Málaga" en los años 1999 y 2002; así como, en el afamado ciclo de "Temas Sevillanos", organizado por el Ateneo de Sevilla, proporcionan a la Banda de Música de la Hermandad del Nazareno, un gran prestigio, en el ámbito de las Bandas de Música de Andalucía, avalado por los reiterados elogios del público y de la crítica especializada.

## Obras
| Año  | Obra | Tipo de obra                    |  |
| ---- | --- | ------------------------------- |  |
| 1984 | Poder y Amor, dedicada a la Hermandad de Nuestro Padre Jesús del Gran Poder. Obra compuesta junto a su compañero J.J. Puntas.                                                 | Marcha Procesional              |  |
| 1985 | Cristo Rey, dedicada a la Cofradía Lasaliana de Cristo Rey María Santísima de la Estrella. Obra compuesta junto a su compañero J.J. Puntas.                                   | Marcha Procesional              |  |
| 1986 | Virgen de la Soledad, dedicada a la Hermandad de la Soledad de San Fernando.                                                                                                  | Marcha procesional              |  |
| 1986 | Zapatillas y Danza, andante para concierto de violonchelo y acompañamiento de piano, dedicado a su sobrina-nieta Sandra Robles.                                               | Música clásica para ballet      |  |
| 1987 | Jesús Nazareno dedicada a la Hermandad de Nuestro Padre de Jesús Nazareno y María Stma. de los Dolores. Obra compuesta junto a su compañero J.J. Puntas                       | Marcha Procesional              |  |
| 1988 | Almijara,suite dedicada a su ciudad natal. | Suite Sinfónica                 |  |
| 1988 | Plegaria a la Virgen de los Dolores,con letra del poeta isleño D. Juan Mena Coello.                                                                                           | Marcha Procesional              |  |
| 1989 | Duende Jerezano, pasodoble torero dedicado a Rafael de Paula. | Pasodoble Torero                |  |
| 1989 | Estampas Gaditanas. Suite dedicada a los hombres y mujeres de la salada claridad.                                                                                             | Suite Sinfónica                 |  |
| 1990 | Rosa María, pasodoble dedicado a su hija. | Pasodoble                       |  |
| 1991 | Cristo González, pasodoble dedicado al torero chiclanero, con letra de J. Sánchez del Moral.                                                                                  | Pasodoble Torero                |  |
| 1991 | Rumores de la Isla. Suite dedicada a la ciudad de San Fernando. Obra de dos piezas: Callejón Croquer y Puente Zuazo, con letra del prestigioso escritor, D. Enrique Oyonarte. | Suite Sinfónica                 |  |
| 1992 | Tarde del Viernes Santo, dedicada a las cofradías isleñas que realizan su estación penitencial el Vierns Santo.                                                               | Marcha Procesional              |  |
| 1993 | Chamaqui, pasodoble dedicado al torero de San Fernando Francisco J. Vidal "Chamaqui".                                                                                         | Pasodoble Torero                |  |
| 1993 | Alegre Juventud, pasacalles dedicado a los jóvenes músicos, componentes de la Banda de Música de la Hermandad del Nazareno de San Fernando.                                   | Pasacalles                      |  |
| 1994 | Damara,pasodoble dedicado a sus nietos David, Marina y Raquel. | Pasacalles                      |  |
| 1994 | Cristo de la Redención, dedicada a la Hermandad de la Soledad de San Fernando.                                                                                                | Marcha Procesional              |  |
| 1995 | Cristo de las Aguas, dedicado a la Hermandad del Cristo de las Aguas y Ntra. Sra. de la Luz de Cádiz.                                                                         | Marcha Procesional              |  |
| 1996 | Estribos al Viento,pasodoble dedicado a la "Asociación Amigos del Caballo" de San Fernando.                                                                                   | Pasodoble                       |  |
| 1997 | Sanctum Sepulcrum, dedicada a la Hermandad del Santo Sepulcro. | Marcha Procesional              |  |
| 1998 | Angustias en Getsemaní, dedicada a la Hermandad de la Oración del Huerto de San Fernando.                                                                                     | Marcha Procesional              |  |
| 1999 | Cristo Yacente en el Monte Calvario, dedicada a la Hermandad del Monte Calvario.                                                                                              | Marcha Procesinal               |  |
| 1999 | Santa María en el Monte Calvario, dedicada a la Hermandad del Monte Calvario.                                                                                                 | Marcha Procesional              |  |
| 1999 | Brisa en los Esteros, dedicada a su esposa Manuela Brandariz. | pasacalles                      |  |
| 2000 | A la sal.Habanera con letra de D. Francisco Melero Mora. | Canción Popular                 |  |
| 2001 | Jesús de la Misericordia, "Mi Chiquito", dedicada a la Hermandad de la Misericordia.                                                                                          | Marcha Procesional              |  |
| 2003 | El Abuelo, dedicada a sus nietos Jaime, Ana y Ángela. | Pasodoble                       |  |
| 2005 | Que sabes tú. Bolero con letra de D. Rafael Franco García. | Canción Popular                 |  |
| 2005 | Mi Kawito. Letra de D. Rafael Franco García. | Canción Popular. Ritmo caribeño |  |
| 2005 | Duendes del Zaporito, dedicado a su hijo Rafael. | Suite Sinfónica                 |  |
| 2006 | Las tres caídas | Marcha Procesional              |  |
| 2007 | Patio Cambiazo | Suite Sinfónica                 |  |
| 2007 | Un rincón del Perchel, dedicada a su hijo Juan Antonio. | Suite Sinfónica                 |  |